# Disiz
Disiz (/di.siz/) ou Disiz la Peste, nom de scène de Sérigne M'Baye Gueye, né le 22 mars 1978 à Amiens, dans la Somme, est un rappeur, chanteur et comédien français d’origine franco-sénégalaise.
Il publie son premier album Le Poisson rouge, le 23 octobre 2000, qui contient le single J'pète les plombs inspiré par le film Chute libre (Falling Down) de Joel Schumacher, sorti l'été 2000, un très grand succès à la vente avec 500 000 singles vendus.
Début 2005, Disiz est à l'affiche du film Dans tes rêves, de Denis Thybaud, où il incarne Ixe, un jeune rappeur qui cherche à accomplir son rêve. En 2009, il annonce la fin de sa carrière de rappeur ; dans une interview accordée à Streetlive Magazine, Disiz exprime son souhait d'orienter sa carrière musicale vers le rock et exprime aussi ses craintes par rapport à ce choix. Il revient le 8 mars 2012 avec un second roman, René, et le 26 mars avec un EP Lucide, première partie de la trilogie Lucide.

## Biographie

### Jeunesse et débuts (1978–1999)
Sérigne M'Baye Gueye est né le 22 mars 1978 à Amiens, dans la Somme, d'une mère française et d'un père sénégalais. Il grandit dans le quartier des Épinettes à Évry, en écoutant majoritairement du rap français, plus particulièrement les pionniers NTM et IAM, ainsi que du rock.
Entre 1997 et 1999 il prépare son CAP dessinateur d'exécution en arts graphique.
Il débute dans le groupe Rimeurs À Gages. Repéré par Akhenaton d’IAM après son maxi Bête de bombe (ce que les gens veulent entendre), Disiz participe à la bande originale du film Taxi 2 début 2000, au sein du collectif One Shot, composé notamment de Faf Larage, Nuttea, Jalane, Vasquez Lusi (du groupe Less du Neuf) et Taïro.

### Consécration (2000–2006)
Disiz publie son premier album Le Poisson rouge, le 23 octobre 2000, inspiré par le film Chute libre (Falling Down) de Joel Schumacher, qui compte plus de 200 000 exemplaires vendus. Le disque est récompensé d'un double disque d'or. Il contient le single J'pète les plombs, sorti l'été 2000, un très grand succès à la vente avec 500 000 singles vendus. Il signe cet album avec JMdee, son disc jockey. Deux autres titres seront distribués en tant que single : Le poisson rouge et Ghetto sitcom. Après la sortie de cet album, Disiz lance une marque de vêtements et sort quelques cassettes au Sénégal, l'album Jeu de société est publié le 27 octobre 2003, ainsi que la mixtape promotionnelle intitulée Disizenkane. Quelques mois plus tard, le 30 mars 2004, Disiz publie avec son collectif Fuck Dat, l'album Fuck Dat.FM. Originaire d'Évry, ce collectif comprend les rappeurs Éloquence, Apôtre H, Dayen, Treyz, Komplex et Flag. La plupart des rappeurs du collectif participent aux albums de Disiz, Éloquence figure sur La philosophie du hall, Treyz sur Le poisson rouge et Dayen sur 91 Unda. Le succès au Sénégal des cassettes Sant Yalla et Sama Adjana pousse Disiz à sortir le 2 novembre 2004 la synthèse de ces deux cassettes, agrémentés de quelques inédits, Itinéraire d'un enfant bronzé. Disiz signe cet album de son vrai nom, Serigne M'Baye[source secondaire souhaitée].
Début 2005, Disiz est à l'affiche du film Dans tes rêves, de Denis Thybaud, où il incarne Ixe, un jeune rappeur qui cherche à accomplir son rêve. Disiz interprète le morceau phare de la bande originale, Dans tes rêves, avec Kool Shen. En octobre 2005, Disiz publie son troisième véritable album studio, Les Histoires extraordinaires d'un jeune de banlieue, sacré album rap/ragga/hip-hop/RnB de l'année aux Victoires de la musique 2006. Également en 2005, Disiz a été invité par Yannick Noah pour chanter en duo Métis(se). L'année suivante, il interprète le rôle d'Éloi dans le feuilleton télévisé Petits meurtres en famille, où il apparait sous son vrai nom, Sérigne M'Baye. À la suite des émeutes de banlieue, un débat de Tracks le magazine musical d'Arte, l'oppose à Ekoué de la Rumeur et à Joey Starr.

### Engagement politique et évolution artistique (2007–2011)

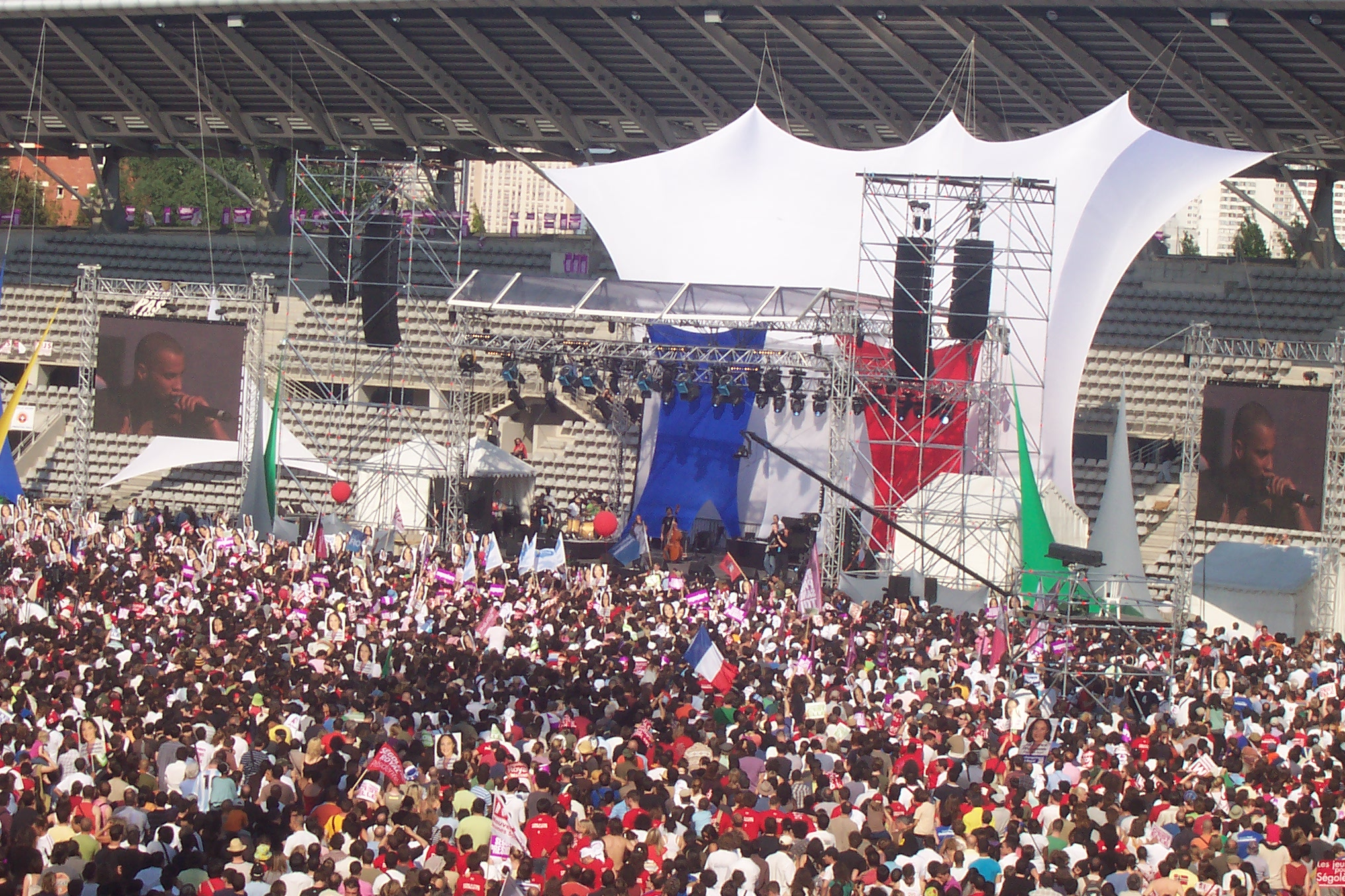
Disiz au meeting de Ségolène Royal le 1 mai 2007 au stade Charléty.

Disiz est présent avec sa femme au meeting de lancement de campagne de la candidate socialiste (à l'élection présidentielle) Ségolène Royal le 11 février 2007 à Villepinte. Il participe également à son grand meeting le 1er mai 2007, au stade Charléty. Dans une interview sur France Inter Disiz déclare cependant que pour lui cette venue "n'était pas un engagement, c'était pendant l'entre deux-tours où elle était opposée à Nicolas Sarkozy et il y avait une femme qui pouvait potentiellement être présidente et en plus elle était de gauche ça [lui a] semblé évident d'y aller". Il affirme d'ailleurs dans la même interview que "c'était des trucs [qu'il ne ferait] plus aujourd'hui" et qu'il ne prendra plus d'engagements lors d'un meeting et ne mélangera plus le monde politique avec le monde musical.
En 2008, Disiz part sur un nouveau concept, pour un nouvel album rap/house, dans un groupe nommé Rouge à lèvres avec Grems, Killersounds, Le 4Romain, John 9000 et DJ Gero, et s'ajoute le surnom de « Peter Punk », ainsi que celui de « Electro Pimp ». C'est durant cette époque qu'il commence à constituer son label, Lucidream. En 2009, il annonce la fin de sa carrière rap. « Disiz The End » : c'est la phrase qu'il affiche sur sa page Myspace, marquant apparemment la fin de sa carrière rap (« J'arrête le rap dans sa forme définie dans cette pauvre France, mais je continue la musique dans son aspect général »). C'est également le nom de son album sorti le 26 mai 2009. Pour la promotion de cet album Disiz dirige un blog spécialement pour sa sortie et diffuse gratuitement deux tapes mixées par Dave Daivery qui regroupe ces différentes apparitions tout au long de sa carrière intitulées Disiz Story 1 et 2. L'album critique surtout le rap « bling-bling » avec ses belles filles, ses rappeurs musclés et ses voitures. La dernière chanson de l'album présente le virage punk et annonce l'arrivée de Peter Punk.
Dans une interview accordée à Streetlive Magazine, Disiz exprime son souhait d'orienter sa carrière musicale vers le rock et exprime aussi ses craintes par rapport à ce choix. À la suite de ces changements, Disiz sort l'album Dans le ventre du crocodile le 11 mai 2010 sous le nom de Disiz Peter Punk.
En 2010, il obtient son DAEU (diplôme d'accès aux études universitaires) et s'inscrit en fac de droit.

### Retour au rap (depuis 2012)

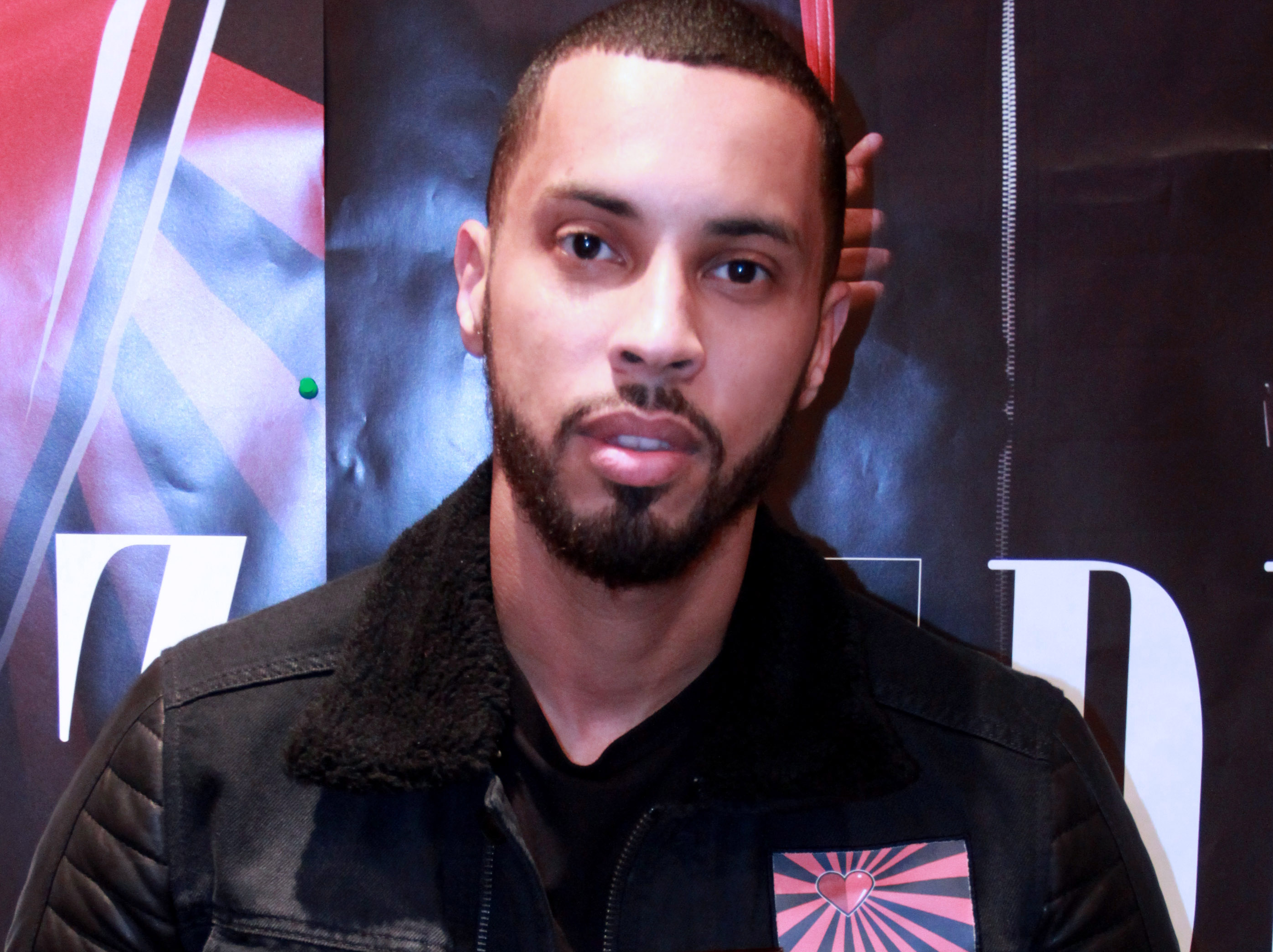
Disiz en 2012.

Après quelques années d'absence, il revient le 8 mars 2012 avec un second roman, René, et le 26 mars avec un EP Lucide, première partie de la trilogie Lucide,. Il publie plusieurs extraits de son EP, tels que Moïse et Toussa Toussa, en attendant la sortie de l'album. Pour promouvoir l'EP, Disiz diffuse à côté des titres de l'EP plusieurs autres chansons sur les réseaux sociaux nommés Vendredi C Sizdi. Parmi ces titres figurent Le poids d'un gravillon et Shadow Boxing, il profite alors de cette opportunité pour diffuser La Luciole, extrait de Dans le ventre du crocodile. En parallèle à ce retour, il monte sa marque de vêtements Galvanized, dont il fait la promotion dans ses clips. La marque reprend le symbole de la pilule rouge illustré dans l'EP Lucide.
Après la sortie de Lucide, Disiz signe chez Def Jam France pour la sortie de l'album Extra-lucide le 29 octobre 2012. Le premier extrait éponyme est diffusé dès l'été 2012. Pour la promotion de l'album, Disiz diffuse de nouveaux clips Vendredi C Sizdi : Cœur Gangster, Vide et Auto-Dance. Le deuxième extrait de l'album se nomme Best Day et est diffusé à partir du 22 octobre. On trouve[style à revoir] également dans cet album une collaboration avec Orelsan intitulée Go Go Gadget qui sample le générique du dessin animé Inspecteur Gadget[source secondaire souhaitée]. Le titre Polyuréthane (Plastic Life) évoque Transe-Lucide, dernière partie de la trilogie 'Lucide'[source secondaire souhaitée]. Le clip de la chanson Salaud de Pauvres dévoile à la fin un teaser marqué Next: Transe-Lucide[source secondaire souhaitée]. L'album Transe-Lucide est présenté via un clip nommé Transe-Lucide présenté lors du concert du 23 avril 2013 à l'Olympia (Paris)[source secondaire souhaitée]. La liste de pistes et date de sortie de l'album Transe-Lucide est annoncé le 16 décembre, pour une sortie le 3 mars 2014. Cet album est présenté comme la fin de la trilogie Lucide. 
Parallèlement, Disiz s'essaye au théâtre. À partir de septembre 2013, il sera aux côtés de la chanteuse Sapho, du comédien Denis Lavant et du musicien Mehdi Haddab dans la pièce de théâtre Les Amours Vulnérables de Desdémone et Othello, de Manuel Piolat Soleymat & Razerka Ben Sadia-Lavant, mis en scène par Razerka Ben Sadia-Lavant, au Théâtre Nanterre-Amandiers. En 2014, il interprète le générique de la série d'animation Foot 2 rue extrême, diffusée en France sur France 3 pendant la coupe du monde de football. En juin, il participe à l'album reprises de chansons du chanteur français Renaud, La Bande à Renaud où il reprend Laisse béton. L'album rentre en première place du top album et plus de 50 000 albums sont vendus en une semaine.
Lors de la promotion de Transe-Lucide, Disiz annonce qu'il prépare un nouvel album intitulé Rap Machine pour le 1er juin 2015. Il diffuse deux titres évoquant l'album Rien à coffrer et Buzzer Shot avant de commencer la promotion de l'album avec différents extraits Les 10 commandements du M.C., Bête de bombe 6 et Abuzeur. Le 19 mai 2015, à l'occasion de la naissance de Malcolm X 90 ans plus tôt il organise un concert nommé Who Is Malcolm X réunissant plusieurs artistes rap tel que Youssoupha, Médine, Kery James, Lino et Mac Tyer.
Le 16 décembre 2016, Disiz publie le titre Grande Colère sous le nom de Disiz La Peste, dans un style plus électro et décalé. Il annonce ensuite son nouvel album sans donner son nom, et sort deux clips : le premier Autre espèce le 27 janvier 2017 et Splash le 5 mai de la même année[pertinence contestée]. Ces deux titres sont extraits de l'album Pacifique sorti le 9 juin 2017. Le disque atteint le disque d'or un an après sa sortie.
Le 24 août 2018, Disiz dévoile la tracklist[source secondaire souhaitée] de son nouvel album Disizilla, à paraître le 14 septembre. Il dévoile un premier single Hiroshima le même jour.
Le 24 octobre 2020, Disiz publie un nouvel EP, non intitulé, contenant 3 titres, enregistrés spécialement pour le 20e anniversaire de son premier album Le Poisson Rouge. Il s'agit d'un EP éphémère, disponible à l'écoute pour 24 heures seulement[source secondaire souhaitée].
À l'occasion de la Saint-Valentin 2022, Disiz annonce la sortie de son album L'Amour, pour le 18 mars 2022. Il dévoile par la même occasion la pochette de l'album ainsi que sa trackilst. Le 25 août 2022, le disque est certifié disque d'or, avec plus de 50 000 exemplaires vendus. Le titre Rencontre, en duo avec Damso, est certifié single de diamant.

## Discographie

### Albums studio
Classement des albums / EP
| Année | Album                                                 | France | Belgique | Certification | Label                                      |
| ----- | ----------------------------------------------------- | ------ | -------- | ------------- | ------------------------------------------ |
| 2000  | Le poisson rouge                                      | 5      | --       | 2 × Or        | Barclay (Universal Music)                  |
| 2003  | Jeu de société                                        | 31     | --       |               | Barclay (Universal Music)                  |
| 2004  | Itinéraire d'un enfant bronzé                         | --     | --       |               | Barclay (Universal Music)                  |
| 2005  | Les histoires extra-ordinaires d'un jeune de banlieue | 30     | --       |               | Barclay (Universal Music)                  |
| 2009  | Disiz the end                                         | 45     | 74       |               | Naïve                                      |
| 2010  | Dans le ventre du crocodile                           | --     | --       |               | Naïve                                      |
| 2012  | Lucide                                                | 21     | --       |               | Lucidream                                  |
| 2012  | Extra-Lucide                                          | 6      | 18       |               | Lucidream Def Jam France (Universal Music) |
| 2013  | Transe-Lucide                                         | 14     | 12       |               | Lucidream Def Jam France (Universal Music) |
| 2015  | Rap Machine                                           | 12     | 26       |               | Lucidream                                  |
| 2017  | Pacifique                                             | 8      | 38       | - : Or        | Polydor                                    |
| 2018  | Disizilla                                             | 11     | 14       |               | Polydor                                    |
| 2022  | L'Amour                                               | 4      |          | - : Platine   | Production Carré Bleu                      |

Liste des pistes

### Participations
- 2000 : Bande originale de Taxi 2 (One-shot)
- 2008 : Démaquille toi (Rouge à Lèvres)
- 2011 : Les Valcheuzes (Klub Sandwich)
- 2014 : La Bande à Renaud vol.1 (La Bande à Renaud)

### Mixtapes et compilations
- 2003 : Disizenkane
- 2003 : Disiz la peste présente Fuck Dat Hard Art vol. 1 (Maxi)

- 2004 : Fuck Dat FM, album du label Fuck Dat, réunissant les rappeurs Eloquence, Dayen, Disiz, Treyz, Flag, Apôtre H & DJ Komplex
- 2009 : DisizStory 1 et 2

### Apparitions
- 1995 : Disiz - Plukemoi sur l'album Independant 91,93,13
- 1995 : Disiz feat. Ricky Up, Boss & Mambi - Don't Stop sur l'album Independant 91,93,13
- 1998 : Disiz feat. Boss One - Planete des singes sur la compile Sachons dire NON Vol.1
- 1998 : Disiz Freestyle sur la tape L'Enjeu de DJ James
- 1999 : 3e Œil feat. Don choa & Disiz - L'argent sur l'album du 3e Œil, Hier, Aujourd Hui, Demain
- 1999 : Disiz - Disiz versus La Peste sur la compile Homecore
- 1999 : Disiz feat. Fdy Phenomen - Laisse… sur la compile Homecore
- 2000 : Disiz - C'est d'la bête de bombe II sur la compile de Cut Killer Hip Hop Party Épisode 4: Les Inédits
- 2000 : Disiz feat. Faf Larage - Millénaire sur la B.O. du film Taxi 2
- 2000 : Disiz - Lettre ouverte sur la B.O. du film Taxi 2
- 2000 : Disiz - À la conquête sur la B.O. du film Taxi 2
- 2000 : Disiz - Il faudrait que t'arrêtes sur la B.O. du film Taxi 2
- 2000 : Disiz - Intro sur la compile Nouvelle Donne 1 Collector
- 2000 : Disiz - J'péte les plombs sur la compile Nouvelle Donne 1 Collector
- 2000 : Disiz feat. Abuz - Toute vérité n'est pas bonne à dire sur la compile Nouvelle Donne 2
- 2000 : Code 147 feat. Diam's & Disiz - L'impasse sur l'album de Code 147, Street Réalité
- 2001 : Disiz feat. Akhenaton & Dadoo - Clair et net sur la compile de Cut Killer, Cut Killer Show 2
- 2001 : Disiz feat. Sinik, Mala & Sir Doum'S - Je n'attends plus rien sur la compile Banque de sons
- 2001 : Disiz feat. Diam's - L'impasse sur la compile Banque de sons
- 2001 : Disiz - Turbo Disiz Injection sur la compile Original Bombattak
- 2001 : Disiz - Mon corps se désarme sur la compile Sur un air positif
- 2001 : Disiz feat. Busta Flex - Volte/face sur la compile Première Classe Vol.2
- 2001 : Disiz feat. Rohff & Pit Baccardi - Rap de barbares sur la compile Mission Suicide
- 2001 : Disiz feat. Iron Sy - Bon ou mauvais' sur la B.O. du film Yamakasi
- 2001 : Disiz - Dans mon HLM sur la compile Hexagone 2001
- 2001 : Disiz - Dancehall Furie sur la compile 15 balles perdues
- 2001 : Disiz - Assume sur la compile Nouvelle Donne Collector Vol.2
- 2001 : Weedy feat. Disiz & Triptik - Le pacte des fous sur l'album de Weedy & Le T.I.N, Guet-Apens 2
- 2002 : La Boussole feat. Disiz - Racines sur l'album de la Boussole, Rappel
- 2002 : Apotre H feat. Dayen, Disiz La Peste, Treyz - Vengeance sur le maxi Apotre H, Brut
- 2003 : F.B.I. feat. Eloquence, Horseck, Iron Sy & Disiz - 2-Spee Remix sur l'album éponyme du F.B.I.
- 2003 : Disiz - Freestyle sur la compile Pur Son Ghetto Vol.2
- 2004 : Kery James feat. Disiz & Diam's - L'amour véritable sur la mixtape Savoir & vivre ensemble
- 2004 : Kery James feat. various artists - Relève la tête sur la mixtape Savoir & vivre ensemble
- 2004 : Disiz - Trahison sur la mixtape Têtes Brulées Vol.1
- 2004 : Joe & Cross feat. Disiz - Pas là pour rien sur le Street CD de Joe Cross, Marche avec nous
- 2005 : Disiz - L'original sur la compile Illicite Projet
- 2005 : Disiz - Votez Disiz sur la compile Rap Performance
- 2005 : Kennedy feat. Disiz & Flag - Quoi qu'il arrive sur le Street CD de Kennedy, Flashback
- 2005 : La Brigade feat. Disiz & Flag - Quoi qu'il arrive sur la compile Rapocalyspe Vol.1
- 2005 : Disiz feat. Apotre H & Dayen - Mets-le toi dans l'boule sur la compile Neochrome Vol.3
- 2005 : Al Peco feat. Disiz - Faut te popodipo sur la compile Generation T'1kiete
- 2006 : Disiz - Sénégalais de France sur la compile Funky Maestro All Starz
- 2006 : Disiz feat. Eilijah - Rien Qu'entre Nous sur un single
- 2006 : Grems Aka Supermicro feat. Disiz - Carte a puce Remix sur l'album de Grems, Airmax
- 2006 : Toyer feat. Disiz & Alpha 5.20 - Mes racines sur le Street CD de Toyer, Le prototype
- 2007 : Disiz feat. Sdk Lada, Manolo & Korozeef - Morts pour rien sur la compile Morts pour rien
- 2007 : Disiz feat. Savant des Rimes & Awa - Je le savais sur la compile Get on the floor
- 2007 : Disiz feat. Idir - Médailles en chocolat sur la compile La France des couleurs
- 2008 : Disiz - Le repos du guerrier sur la compile Fat Taf 2
- 2008 : Disiz - Tristesse taboue Part I sur la compile Département 91
- 2008 : Disiz feat. Busta Flex - Ramène sur l'album de Busta Flex, Sexe violence rap et flouze volume 2
- 2008 : Foreign Beggars feat. Disiz - Hit That Gash sur l'album Asylum Agenda
- 2009 : Disiz feat. Vincz Lee - Danse sur l'album de Vincz Lee, Dj Vincz Lee presents The InVinczible
- 2010 : Son of Kick feat. Natalia Clavier, Grems, Disiz & Micro Coz - Guacha
- 2010 : James Deano feat. Disiz - Tchioukabeurh
- 2010 : Disiz - So Original sur l'album 36 States : My Introduction
- 2012 : Nneka feat. Disiz - remix de "Shining Star"
- 2012 : C'est nous les reustas (Remix) avec Busta Flex, Morsay, Guizmo, Mokless, Melopheelo, Dany Dan, Tiwony, Zoxea, Youssoupha, Fuzati et Nakk sur l'édition deluxe de l'album Tout dans la tête de Zoxea.
- 2012 : Mac Miller feat. Disiz - remix de "Loud" sur la version française de Blue Slide Park
- 2013 : Tito Prince feat. Disiz - Grosse Touffe Bénie sur l'EP Un Prince Dans un HLM
- 2013 : 3010 feat. Disiz - La Base sur la version physique de l'EP Program
- 2013 : The Toxic Avenger feat. Disiz - « Artificial Lights »
- 2013 : Akhenaton, Disiz, Dry, Kool Shen, Lino, Nekfeu, Nessbeal, Sadek, Sneazzy, S.Pri Noir, Still Fresh, Soprano & Taïro - Marche BO du film La Marche
- 2014 : La Bande à Renaud - Laisse béton
- 2014 : La Bande à Renaud - Dès que le vent soufflera
- 2014 : Zaho, Disiz, Kayna Samet, Rod Janois, Canardo, Corneille - Le Chemin de pierre (version urbaine)
- 2014 : Shtar Academy feat. Disiz - Ange & Démon
- 2014 : Ol Kainry / Dany Dan feat. Lino, Disiz, Busta Flex, Tito Prince - Classic Shit
- 2014 : Générique Foot 2 rue extrême
- 2014 : Vicelow feat. Dany Dan, 3010, Sams, Disiz, Taïro & DJ Nelson - Welcome to the BT2 remix
- 2014 : Tiers Monde feat. Disiz, Youssoupha - Five Minute A Slave
- 2014 : Vincz Lee feat. Disiz, Stress & J.O.A.T. – Soleil de minuit (sur une prod de Jay Fase et Riga)
- 2014 : Sango feat. Alpha Wann, Deen Burbigo, Disiz, Espiiem, Gringe, Jazzy Bazz, Kema, Kenyon, Linkhan, L'Étrange, Nekfeu & Orelsan - 15 flows
- 2014 : Disiz - Rien à coffrer (produit par Astronote)
- 2015 : Demi-portion - Mon Dico Remix Clan feat Aketo, Disiz, Imed, Koma, Mediathèque, Mokless, Ol Zico, R.E.D.K, Sprinter, Swift Guad, Taieb & Volts Face
- 2015 : Disiz - Buzzer Shot
- 2015 : Lili Poe feat. Disiz - Sombre
- 2015 : Jonah feat. Disiz - Tous les deux
- 2015 : DJ Kayz feat. Disiz - Elle aime pas la funk (sur la compile Paris Oran New York 2015)
- 2015 : Juicy P feat. Disiz & Shone - Batman (Remix) (sur la compile Bikrav Tour)
- 2015 : DJ Skorp feat. Disiz - Touche à rien (Remix) (sur la compile Red Devils)
- 2015 : Youssoupha feat. Alonzo/Médine/Sam's/Lino/Disiz - Points communs (sur l'album NGRTD de Youssoupha)
- 2015 : Dayron Clash feat. Disiz - Illusion, Pt. 2 (sur l'album Illusion de Dayron Clash)
- 2016 : Manu Dyens feat. Disiz - Demain sera hier (sur l'album L'arbre de Manu Dyens)
- 2016 : Madame monsieur feat. Disiz - Tel est pris (sur l'album Tandem de Madame monsieur)
- 2021 : Masoe - Naissance ( Disiz apparaît en tant que co-auteur du titre aux côtés de Dany Synthé et Kouny).
- 2021 : Squidji - Paradis Bleu feat. Disiz (sur l'album OCYTOCINE de Squidji)

### Sublime
En mars 2022, Disiz fonde le label Sublime et contribue ainsi à la création de plusieurs projets dans la new-wave française comme GARÇON de Luther ou MÖBIUS de Rounhaa. Le nom du label provient du nom de l'introduction de son album L'Amour. À ce jour[Quand ?], le label comprend neuf membres.

## Filmographie
- 2004 : La Chepor : Franck
- 2005 : Dans tes rêves : Ixe
- 2006 : Petits meurtres en famille : Éloi
- 2007 : Off Prime (02x10) : Lui-même
- 2008-2015 : Hero Corp : Guy « Captain Trois-Rivières » alias Paul McCartney
- 2018 : DISIZ m’apprend à rapper (Ft Roméo Elvis) : Lui-même
- 2022 : La Cour des miracles de Hakim Zouhani et Carine May : Fabrice
- 2025 : Carjackers de Kamel Guemra : Jalil

## Théâtre
- 2013 : Les Amours vulnérables de Desdémone et Othello, de Manuel Piolat Soleymat et Razerka Ben Sadia-Lavant, mise en scène de Razerka Ben Sadia-Lavant - Théâtre Nanterre-Amandiers

## Vidéographie

### Clips vidéo
| Année | Titre                                        | Album                                                |
| ----- | -------------------------------------------- | ---------------------------------------------------- |
| 2000  | J'pète les Plombs                            | Le Poisson rouge                                     |
| 2000  | Ghetto sitcom                                | Le Poisson rouge                                     |
| 2000  | Le poisson rouge                             | Le Poisson rouge                                     |
| 2003  | Nébuleuse avec la participation de Humphrey  | Jeu de société                                       |
| 2005  | Dans tes Rêves                               | Les Histoires extraordinaires d'un jeune de banlieue |
| 2005  | Inspecteur Disiz                             | Les Histoires extraordinaires d'un jeune de banlieue |
| 2006  | Jeune de Banlieue                            | Les Histoires extraordinaires d'un jeune de banlieue |
| 2008  | Il est déjà trop tard                        | Disiz the End.                                       |
| 2009  | Alors tu veux rapper ?                       | Disiz the End.                                       |
| 2009  | Bête de Bombe 4                              | Disiz the End.                                       |
| 2010  | Dans le Ventre du Crocodile                  | Dans le ventre du crocodile                          |
| 2010  | Jolies Planètes                              | Dans le ventre du crocodile                          |
| 2011  | Faire la mer                                 | Dans le ventre du crocodile                          |
| 2012  | Moïse                                        | Lucide                                               |
| 2012  | Le poids d'un gravillon (Vendredi C Sizdi 1) | --                                                   |
| 2012  | Toussa Toussa                                | Lucide                                               |
| 2012  | Shadow Boxing (Vendredi C Sizdi 2)           | --                                                   |
| 2012  | Karl Lagerflow (Vendredi C Sizdi 3)          | --                                                   |
| 2012  | Un frigo, un cœur et des couilles            | Lucide                                               |
| 2012  | La Luciole (Vendredi C Sizdi 4)              | Dans le ventre du crocodile                          |
| 2012  | Mon Amour                                    | Lucide                                               |
| 2012  | Extra-Lucide                                 | Extra-lucide                                         |
| 2012  | Cœur gangster (Vendredi C Sizdi 6)           | Extra-lucide                                         |
| 2012  | Vide (Vendredi C Sizdi 7)                    | Extra-lucide                                         |
| 2012  | Auto-Dance (Vendredi C Sizdi 8)              | --                                                   |
| 2012  | Best Day                                     | Extra-Lucide                                         |
| 2013  | Pour l'homme                                 | Extra-Lucide                                         |
| 2013  | Fête foraine                                 | Extra-Lucide                                         |
| 2013  | C'est ma tournée                             | Extra-Lucide                                         |
| 2013  | Les moyens du bord                           | Extra-Lucide                                         |
| 2013  | Salauds d'pauvres                            | Extra-Lucide                                         |
| 2013  | Transe-Lucide                                | --                                                   |
| 2013  | Le rap c mieux                               | --                                                   |
| 2013  | Hass Been (Vendredi C Sizdi 9)               | --                                                   |
| 2013  | Fuck les Problèmes                           | Transe-Lucide                                        |
| 2014  | Petit coin de paradis (Vendredi C Sizdi 10)  | --                                                   |
| 2014  | Rap-Genius                                   | Transe-Lucide                                        |
| 2014  | Porté disparu                                | Extra-Lucide                                         |
| 2014  | Complexité française                         | Transe-Lucide                                        |
| 2014  | Kamikaze                                     | Transe-Lucide                                        |
| 2014  | King of Cool                                 | Transe-Lucide                                        |
| 2015  | Banlieusard Syndrome                         | Transe-Lucide                                        |
| 2015  | Les 10 commandements du MC                   | Rap Machine                                          |
| 2015  | Bête de bombe 6                              | Rap Machine                                          |
| 2015  | Abuzeur                                      | Rap Machine                                          |
| 2015  | Basic Instinct                               | Rap Machine                                          |
| 2015  | En réunion                                   | Rap Machine                                          |
| 2015  | Oto Moto                                     | Rap Machine                                          |
| 2015  | Chaque Week-end feat. Aelpéacha              | Rap Machine                                          |
| 2015  | La promesse feat. Soprano et Youssoupha      | Rap Machine                                          |
| 2015  | Comme un rappeur (wa ever)                   | Rap Machine                                          |
| 2016  | Grande Colère                                | --                                                   |
| 2017  | Autre Espèce                                 | Pacifique                                            |
| 2017  | Splash                                       | Pacifique                                            |
| 2017  | Ça va aller                                  | Pacifique                                            |
| 2017  | Poisson étrange                              | Pacifique                                            |
| 2017  | L.U.T.T.E.                                   | Pacifique                                            |
| 2018  | Hiroshima                                    | Disizilla                                            |
| 2018  | Kaïju / Disizilla                            | Disizilla                                            |
| 2018  | Enfants Irradiés                             | --                                                   |
| 2021  | Casino                                       | L'Amour                                              |
| 2022  | Rencontre feat. Damso                        | L'Amour                                              |

### Apparitions vidéo
| Année | Titre                                                                | Album                                                     |
| ----- | -------------------------------------------------------------------- | --------------------------------------------------------- |
| 2000  | Lettre Ouverte (Jaloux) (Disiz feat Jalane)                          | Collectif One Shot (B.O Taxi 2)                           |
| 2000  | Millénaire (One Shot)                                                | Collectif One Shot (B.O Taxi 2)                           |
| 2000  | Volte/Flow (Disiz & Busta Flex)                                      | Première Classe Vol.2 - Les faces à faces du rap français |
| 2005  | Métisse (Yannick Noah feat. Disiz)                                   | Métisse(s)                                                |
| 2008  | Gash (Rouge à lèvres)                                                | Démaquille-toi                                            |
| 2009  | Danse (DJ Vincz feat. Disiz)                                         | DJ Vincz Lee presents The InVinczible                     |
| 2010  | Guacha (Son of Kick feat. Disiz, Natalia Clavier, Grems & Micro Coz) | --                                                        |
| 2011  | Klub Sandwich (Klub Sandwich)                                        | Les Valcheuzes                                            |
| 2013  | Grosse Touffe Bénie (Tito Prince feat. Disiz)                        | Un prince dans un HLM                                     |
| 2013  | C'est la base (3010 feat. Disiz)                                     | Program                                                   |
| 2013  | Romance and Cigarettes (The Toxic Avenger feat. José Reis Fontao)    | Romance and Cigarettes                                    |
| 2014  | Soleil De Minuit (Vincz Lee feat. Disiz, Stress & J.O.A.T)           | --                                                        |
| 2014  | 12e lettre (Lino)                                                    | Requiem                                                   |
| 2014  | Dès que le vent soufflera (La Bande à Renaud)                        | La Bande à Renaud                                         |
| 2014  | Fresh Prince (Soprano)                                               | Cosmopolitanie                                            |
| 2015  | Sombre (Lili Poe feat. Disiz)                                        | Echos                                                     |
| 2015  | Tous les deux (Jonah feat. Disiz)                                    | --                                                        |
| 2015  | Party Night Relou II (Mister V feat. Le Huss)                        | --                                                        |
| 2016  | L’Apaisement (Faqyyr Bey x Disiz)                                    | --                                                        |

## Distinctions

### Victoires de la musique
| Année | Travail nommé                                        | Catégorie                                 | Résultat   |
| ----- | ---------------------------------------------------- | ----------------------------------------- | ---------- |
| 2006  | Les Histoires extraordinaires d'un jeune de banlieue | Album rap, ragga, hip-hop, RnB de l’année | Lauréat    |
| 2013  | Extra-lucide                                         | Album de musiques urbaines de l'année     | Nomination |

### Trace Urban Music Awards
| Année | Travail nommé | Catégorie                  | Résultat   |
| ----- | ------------- | -------------------------- | ---------- |
| 2013  | Extra-lucide  | Meilleur album             | Nomination |
| 2013  | Disiz         | Meilleure performance live | Nomination |

## Influence
C’est la chanson de Disiz La Peste sur le massacre de Thiaroye qui a mené l’historien Martin Mourre à travailler sur ce sujet.